# 원반 던지는 사람

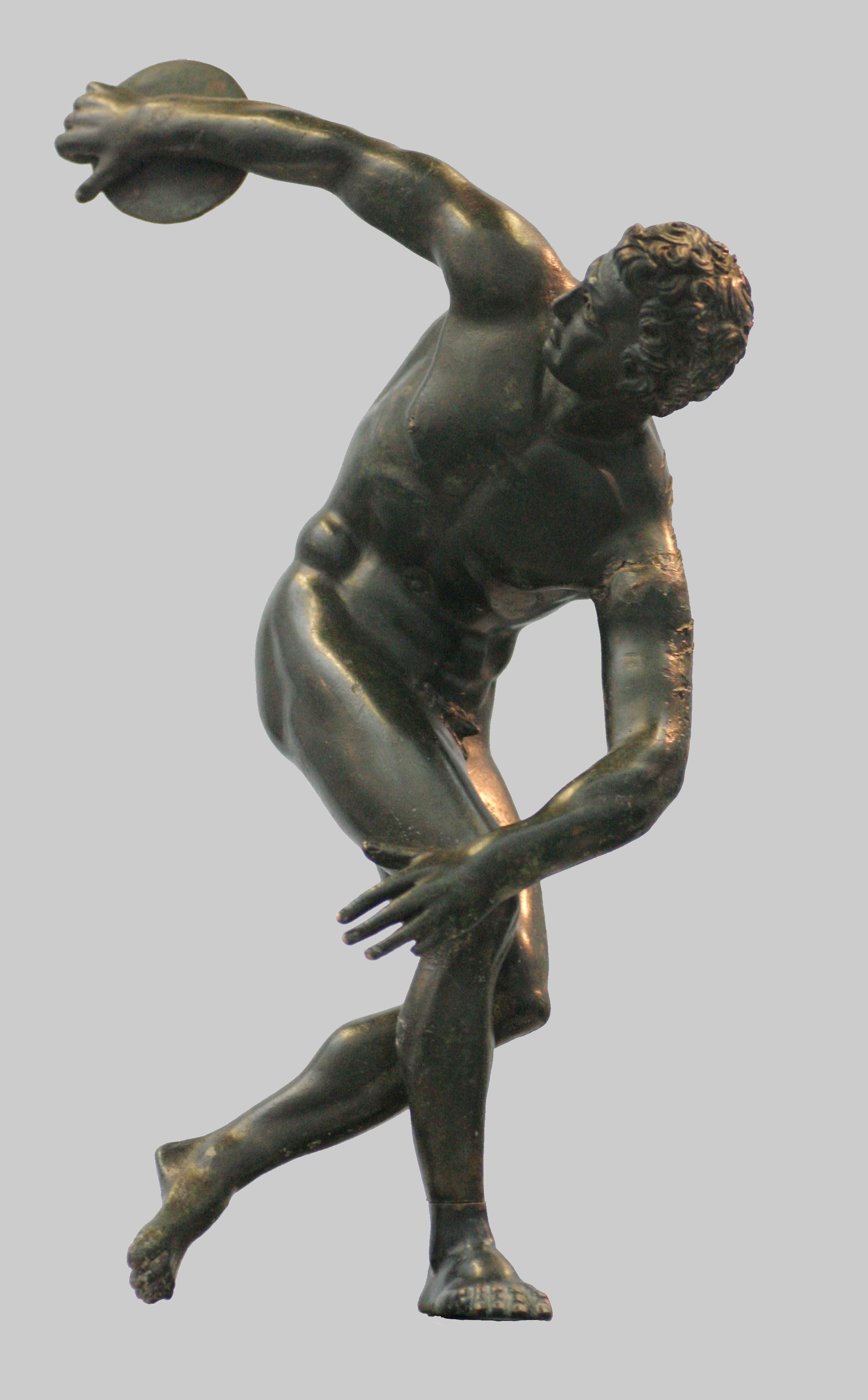
미론의 <원반 던지는 사람>을 복제한 고대 로마의 청동상인 <팔롬바라의 원반 던지는 사람>. 뮌헨 고대조각 미술관 소장.

《원반 던지는 사람》(Discobolus, 그리스어: Δισκοβόλος, 디스코볼루스)은 고대 그리스의 조각가 미론이 제작한 청동상이다. 제작연대는 기원전 460년~450년으로 추정된다. 미론이 제작한 원본은 소실되었지만, 그 작품을 그대로 본딴 고대 로마의 복제품들이 여럿 전해지고 있으며, 그 집에서 원본보다 축소된 청동상과 1791년에 발굴된 대리석 조각상이 가장 유명하다.

## 상세
미론은 기원전 480년부터 기원전 440년까지 활동한 고대 그리스의 작가로, 당대 최고의 조각가로 이름났다. 아테네에서 대부분의 생애를 보낸 그는 특히 운동 선수의 조각상으로 유명하였다. 그는 주로 청동으로 작업하였는데 역동적인 자세와 사실적이고 섬세한 세부묘사를 할 수 있었고, 대리석보다 가볍고 옮기기도 쉬웠기에 그와 비교하면 많은 이점이 있었다. <원반 던지는 사람>도 그러한 사정 속에서 탄생한 작품이다.
<원반 던지는 사람>은 손에 원반을 잡고 던지기 위해 몸을 회전할 준비를 하면서, 팔을 뒤로 빼고 체중을 오른발에 싣고 있는 자세의 운동 선수를 소재로 했다. 미론은 선수가 순간적으로 정지한 상태를 포착하였는데, 이와 같은 우아한 조화와 균형이 나타나는 행동의 순간을 '리스모스 (reythmos)'라 일컬었다. 미론은 이 리스모스의 상태를 재현한 최초의 조각가로 평가받는다.
원반 던지는 사람이 몸을 비틀고 있는 이유는 해부학적으로 완벽한 모습의 인물과 운동감을 묘사하고 싶어했던 당대 조각가의 요구를 만족시켰기 때문이다. 아무것도 걸치지 않은 운동선수들의 누드는 울퉁불퉁한 근육을 상세히 묘사할 수 있는 기회를 제공했다. 미론은 원반을 던지는 순간을 몸의 긴장된 힘과 섬세한 균형으로 전달하였다. 원반을 던지는 인물은 원반을 돌아보면서 긴장되기보단 평온한 표정을 짓고 있는데, 고대의 조각가들은 스포츠의 이상을 미학적으로 구현하기 위해 얼굴 표정보다는 몸의 형상에 초점을 두었기 때문이다. 조각상의 비율은 오른쪽 넓적다리와 왼쪽 종아리, 몸통과 오른팔이 이뤄낸 각으로 강조되었다.

## 복제품

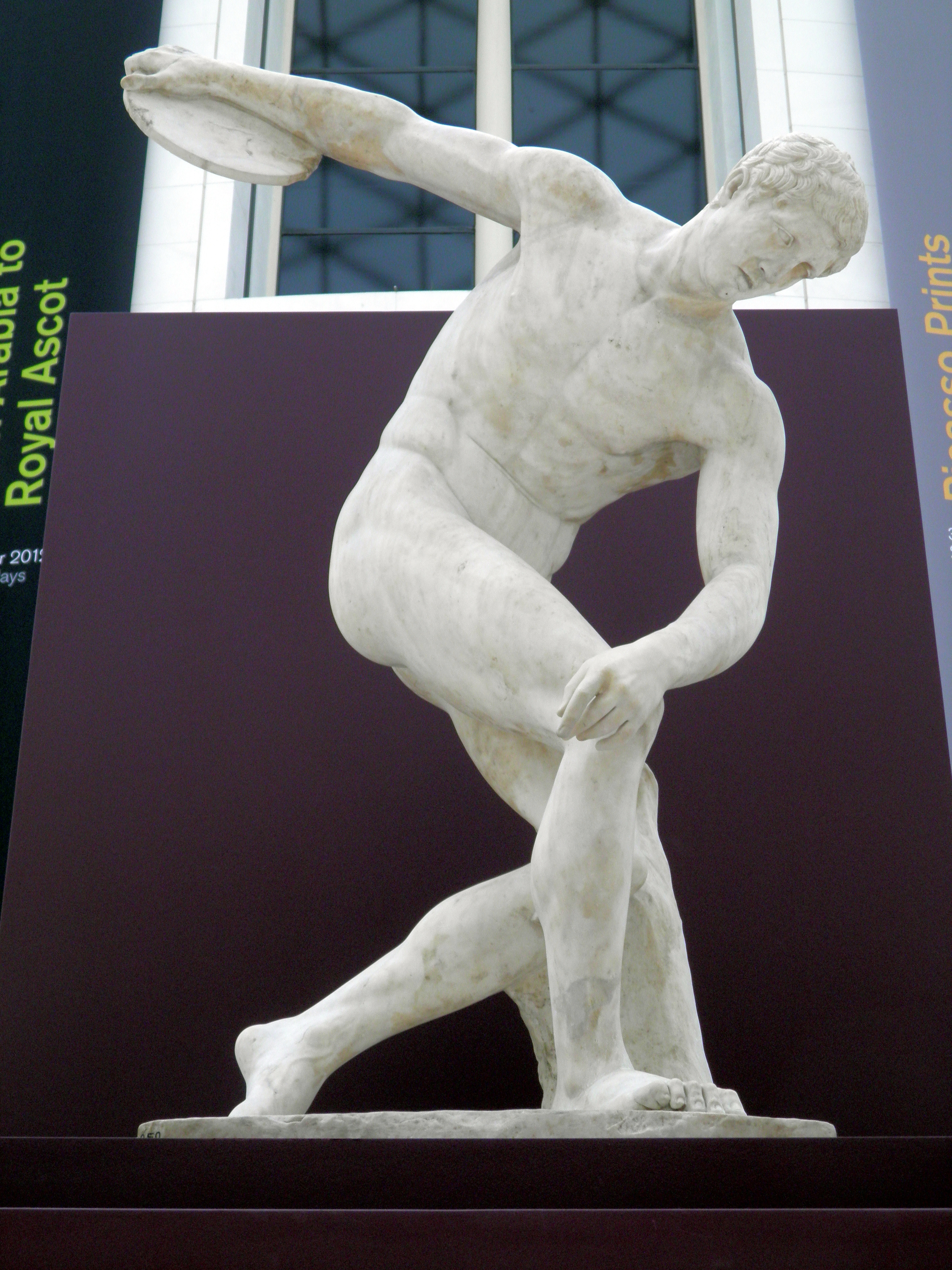
<타운리의 원반 던지는 사람>. 런던 대영박물관 소장. 머리의 각도가 잘못되어 있다.

미론이 제작했던 원본 청동상은 실존하지 않으며, <원반 던지는 사람> 뿐만 아니라 미론이 제작한 모든 청동상은 전해지지 않는다. 미론 뿐만 아니라 고대의 청동 조각상은 새로운 조각을 만들거나 전시에 무기를 만드는 데 녹여 썼기 때문이다. 그러나 작품이 소실되기 전에, 고대 로마 시대의 조각가들이 부유층들의 수요에 맞춰 유명한 그리스 조각상들을 대리석과 청동으로 여러 복제품을 만들었다. 이렇게 탄생한 고대 로마의 복제품들은 그리스의 원본이 어떠했는지를 보여주는 중요한 증거가 되기도 한다.
<원반 던지는 사람> 역시 고대 로마에 제작된 청동 복제품이 존재한다. <팔롬바라의 원반 던지는 사람 (Discobolus Palombara)>이라는 명칭의 이 청동상은 원본보다는 축소된 155cm 크기로 2세기경에 제작된 것으로 추정되며, 1781년에 발굴되었다. 현재 독일 뮌헨의 고대 조각 미술관에 소장되어 있다.
<원반 던지는 사람>은 대리석 복제품도 있는데, 그 중에서도 가장 유명한 것은 <타운리의 원반 던지는 사람> (Townley Discobolus)이다. <팔롬바라의 원반 던지는 사람>이 발굴된 지 얼마 지나지 않은 1790년 하드리아누스 별장에서 발굴된 것으로, 로마의 미술감정가였던 토머스 젠킨스가 경매에 부쳐 찰스 타운리가 400파운드에 사들였다. 1805년 7월에는 타운리의 여타 대리석 조각품과 함께 영국 런던의 대영박물관이 매입해 지금까지 이곳에 소장되어 있다. 이 조각상은 머리 부분이 잘못된 각도로 놓여 있어, 원반을 돌아보기보다는 아래쪽을 향해 있는 것으로 복원되어 있다. 1948년 런던 올림픽 포스터의 소재가 되기도 하였으며, 2010년에는 내한하여 국립중앙박물관에서 전시되었다.

## 참고 문헌
- 스티븐 파딩 외. 《This is Art》 (2011). 하지은·이사빈·이승빈 옮김. 마로니에북스. 54-55p.